# Gramma linki
Gramma linki è un piccolo pesce d'acqua salata appartenente alla famiglia Grammatidae.

## Descrizione
Questo animale non supera di solito i 7 cm di lunghezza. È molto aggressivo verso i conspecifici.

## Distribuzione e habitat
Questo pesce vive generalmente in profondità che variano dai 40 metri a poco più di 100 metri, nelle acque tropicali piuttosto calde comprese tra il Golfo del Messico meridionale e le coste settentrionali di Colombia e Venezuela. Infatti, spesso soffre di problemi di decompressione.